# Североморск-3 (населённый пункт)
Североморск-3 — населённый пункт в Мурманской области России. Входит в городской округ ЗАТО Североморск. Население 2608 жителей (перепись 2010). В посёлке расположен военный аэродром с одноимённым названием и базируется отдельный корабельный истребительный авиационный полк (ОКИАП).

## История
В годы Великой Отечественной войны в районе нынешнего посёлка был запасной военный аэродром. В 1951 году началась подготовка аэродрома Ваенга-3 для приёма и обслуживания авиации. 3 мая 1951 года главный инженер проекта Мазур и архитектор А. А. Вайсман выехали на осмотр площадки и за 10 часов добрались до места назначения. В том же году будущие аэродром и посёлок были переименованы в Североморск-3. 14 марта 1952 — начало дислоцирования 987 морского ракетоносного авиационного полка — считается днём рождения посёлка.
Летом 1956 состоялось открытие автомобильной дороги Североморск — Североморск-3.
В 1993 году был расформирован 987 морской ракетоносный полк и другие части. Тогда гарнизон был на грани закрытия. В настоящее время в посёлке застройка в основном четырёх и пятиэтажная. Имеются общеобразовательная и музыкальная школы, 3 библиотеки, детский сад, Дом офицеров, магазины, амбулатория, аптека. Действует православный приход Введения во храм Пресвятой Богородицы.
В последние годы гарнизон снова начал развиваться. Создан центр МЧС. Построен новый спортзал.  В 2016 году перебазирован из Ейска воссозданный 100-й корабельный истребительный авиационный полк. На месте снесенных старых домов в 2018 году был построен и открыт новый современный детский сад. Построен и открыт в 2019 году новый мост через речку Малая Средняя (делящую поселок на 2 части). После сноса еще двух  старых домов в 2020 году был открыт супермаркет "Пятерочка". На месте снесенной старой четырехэтажки по адресу Школьная 6 была построена и в марте 2023 г. открыта новая амбулатория масштаба поликлиники под тем же адресом.

## Население
| 2002 | 2010  | 2021  |
| ---- | ----- | ----- |
| 3125 | ↘2608 | ↗2642 |

Численность населения, проживающего на территории населённого пункта, по данным Всероссийской переписи населения 2010 года составляет 2608 человек, из них 1374 мужчины (52,7 %) и 1234 женщины (47,3 %).